# مری لمبرت
مری لمبرت (به انگلیسی: Mary Lambert) (زاده ۳ مهٔ ۱۹۸۹) خواننده و آهنگساز آمریکایی ساکن سیاتل است. او پس از همکاری با مکلمور و رایان لوئیس در ترانهٔ عشق یکسان در ارتباط با حقوق همجنس‌گرایان به شهرت رسید.

## زندگی

### زندگی شخصی
لمبرت خود را یک مسیحی همجنس‌گرا معرفی می‌کند.